# Waskul
Waskul (ukr. Васкул, Waskuł) – mało wybitny szczyt górski w paśmie Czarnohory położony na granicy ukraińskich obwodów iwanofrankiwskiego i zakarpackiego.

## Topografia
Waskul znajduje się w bocznym grzbiecie w paśmie Czarnohory odbijającym na południowy południowy zachód na Popie Iwanie i opadającym o około 680 m w kierunku Przełęczy Szybeńskiej oddzielającej to pasmo od Karpat Marmaroskich. Sam Waskul wznosi się na wysokość 1730 m n.p.m. (według innych danych: 1736,0 m), jednak cechuje się przy tym bardzo niewielką wybitnością wynoszącą ledwie 36 m. Jest to ostatni wyróżniany szczyt tego grzbietu przed Przełęczą Szybeńską.
Przez szczyt przebiega linia głównego wododziału Karpat. Zbocza północno-zachodnie odwadniane są przez dopływy Białej Cisy (dorzecze Cisy), zaś zbocza południowe odwadniane są przez cieki wpadające następnie do Czarnego Czeremoszu (dorzecze Prutu) – w obu przypadkach ostatecznym recypientem jest Dunaj.
Szczyt porośnięty jest kosodrzewiną, znajduje się na nim słupek dawnej granicy polsko-czechosłowackiej. Poniżej wierzchołka po stronie południowej znajdują się połoniny Hropa (na dawnych mapach polskich nazwą Raduł) i Hropa Mała (dawniej pod nazwą Gropa), zaś po stronie północno-zachodniej połonina Wertopy.
Panorama z Waskula obejmuje całe główne pasmo Czarnohory (od Petrosa po Szuryn – od północnego zachodu po wschód), Połoniny Hryniawskie (Hala Michajłowa – na południowym wschodzie), Karpaty Marmaroskie z Górami Czywczyńskimi (Kreczela, Toroiaga, Mihailecul, Farcăul, Pop Iwan Marmaroski – od południowego wschodu po zachód). W oddali widoczne mogą być też szczyty Gór Rodniańskich (Ineul). Na zachodzie i północnym zachodzie w większej odległości dostrzec można pojedyncze szczyty Połoniny Czerwonej (Menczuł, Syhłański) i Świdowca (Bliźnica, Geryszaska, Tatulska).

## Ochrona przyrody i turystyka
Podkarpackie, południowo-wschodnie zbocza znajdują się w granicach Karpackiego Parku Narodowego.
Współcześnie przez szczyt przebiega znakowany na czerwono Zakarpacki Szlak Turystyczny prowadzący z Popa Iwana przez Waskul, Wychid w kierunku Stogu. Poniżej Waskula na grań wyprowadza także zielony szlak ze wsi Tyszczora. W końcu lat 30. XX wieku przez szczyt miał prowadzić Główny Szlak Karpacki PTT, choć nie jest pewne, czy ostatecznie doszło do jego wyznakowania w terenie.